# Pyke-Gletscher
Der Pyke-Gletscher ist ein 8 km langer Gletscher an der Nordenskjöld-Küste im Osten des Grahamlands auf der Antarktischen Halbinsel. Er fließt vom Detroit-Plateau zwischen dem Albone- und dem Polaris-Gletscher in südlicher Richtung zum Larsen Inlet.
Der Falkland Islands Dependencies Survey nahm zwischen 1960 und 1961 Vermessungen vor. Das UK Antarctic Place-Names Committee benannte ihn 1964 nach dem britischen Wissenschaftler Geoffrey Nathaniel Pyke (1894–1948), der 1941 die Grundlagen für die Entwicklung des M29 Weasel geschaffen hatte, des ersten wirklich erfolgreichen Kettenfahrzeugs für den Einsatz in polaren Regionen.